# Baryplegma vulpiana
Baryplegma vulpiana är en tvåvingeart som beskrevs av Günther Enderlein 1911. Baryplegma vulpiana ingår i släktet Baryplegma och familjen borrflugor.
Artens utbredningsområde är Costa Rica. Inga underarter finns listade.